# Europeiska fredsfaciliteten
Den europeiska fredsfaciliteten är en fond inom Europeiska unionen med syfte att täcka alla unionens yttre åtgärder som har militära eller försvarsmässiga konsekvenser inom ramen för den gemensamma utrikes- och säkerhetspolitiken.
Faciliteten inrättades genom ett beslut av Europeiska unionens råd den 22 mars 2021. Den syftar till att finansiera icke-EU-länders åtgärder för att upprätthålla fred, förebygga konflikter och stärka internationell säkerhet. Faciliteten ersatte Athenamekanismen och den fredsbevarande resursen för Afrika.
Faciliteten finansieras genom bidrag av Europeiska unionens medlemsstater och ingår inte i unionens ordinarie budget. Faciliteten omfattas av ett utgiftstak på 5 692 000 000 euro under perioden 2021–2027.

## Insatser som finansieras med fredsfaciliteten
Följande insatser finansieras med fredsfaciliteten:
- Eufor Althea (Bosnien och Hercegovina)
- Eunavfor Atalanta (Afrikas horn)
- EUTM Somalia
- EUTM Mali
- EUTM RCA
- Eunavfor MED Irini
- EUTM Moçambique[5][6]
- Stöd till Afrikanska unionen[7][8]
- Stöd till den ukrainska försvarsmakten[9][10][11][12][13]
- Stöd till Moldaviens försvarsmakt[14]